# 布茲富茲岩
布茲富茲岩（英語：Buzfuz Rock），是南極洲的岩石，位於比斯科群島北部，處於斯努賓島以西3公里，在1971年由英國南極名稱諮詢委員會命名，現時由南極條約體系管理。